# Bietsávrre
Bietsávrre, enligt tidigare ortografi Pietsaure, är en sjö i Jokkmokks kommun i Lappland och ingår i Luleälvens huvudavrinningsområde. Sjön har en area på 5,57 kvadratkilometer och ligger 645 meter över havet. Bietsávrre ligger i Stora Sjöfallet Natura 2000-område. Sjön avvattnas av vattendraget Spádnejåhkå.

## Delavrinningsområde
Bietsávrre ingår i det delavrinningsområde (748269-160661) som SMHI kallar för Utloppet av Pietsaure. Medelhöjden är 977 meter över havet och ytan är 60,34 kvadratkilometer. Det finns ett avrinningsområde uppströms, och räknas det in blir den ackumulerade arean 151,13 kvadratkilometer. Spádnejåhkå som avvattnar avrinningsområdet har biflödesordning 2, vilket innebär att vattnet flödar genom totalt 2 vattendrag innan det når havet efter 319 kilometer. Avrinningsområdet består mestadels av kalfjäll (82 procent). Avrinningsområdet har 5,57 kvadratkilometer vattenytor vilket ger det en sjöprocent på 9,2 procent.